# Leskeodon seramensis
Leskeodon seramensis är en bladmossart som beskrevs av Hiroyuki Akiyama 1990. Leskeodon seramensis ingår i släktet Leskeodon och familjen Daltoniaceae. Inga underarter finns listade i Catalogue of Life.